# Conversation sacrée (Vivarini)
La Conversation sacrée d'Alvise  Vivarini est une peinture à la détrempe sur bois de 175 × 196 cm que le peintre a réalisée en 1480 et conservée aux Gallerie dell'Accademia à Venise.

## Histoire
Le retable se trouvait dans l'église San Francesco à Trévise. Il est arrivé dans les Galeries de l'Académie de Venise au début du XIXe siècle avec les suppressions napoléoniennes.

## Description
Marie est assise au centre, sur un trône surélevé d'un empilement de cubes et de cylindres, avec l'Enfant debout sur ses genoux. Sur les côtés sont disposés symétriquement deux groupes de trois saints chacun : à partir de la gauche, on trouve saint Louis de Toulouse en habit d'évêque, saint Antoine de Padoue, avec l'habit franciscain et le lys, sainte Anne, puis sur la droite saint Joachim, saint François montrant ses stigmates et saint Bernardin de Sienne portant le monogramme du Christ.
Le fond est composé d'un tissu vert, inspiré par Giovanni Bellini, dont les rayons X ont confirmé qu'il s'agissait d'un ajout ultérieur à la première ébauche. Au-dessus, de part et d'autre du haut dossier du trône, deux intrados d'ouvertures laissent paraître un ciel clair avec quelques nuages, qui s'éclaircit à mesure qu'il s'approche de l'horizon, comme à l'aube.
L'œuvre montre l'évolution d'Alvise Vivarini qui intègre dans son style les nouveautés apportées par Antonello de Messine présent à Venise de 1474 à 1476, adoucissant son propre style jusqu'alors dominé par les graphismes et les couleurs émaillées d'Andrea Mantegna et des « Squarcioneschi  ». Les gestes des personnages restent cependant figés et cristallins, les volumes géométriquement simplifiés et la lumière qui reste froide.
L'œuvre est signée et datée (ALVVLXE VITA RINR MCCCCLXXX) sur un panneau de marbre chiqueté du premier gradin de l'estrade du trône.